# Carla Prata
Carla Prata (Londres, 5 de septiembre de 1999) es una cantante y compositora de ascendencia angoleña. Su estilo se sitúa entre el rhythm and blues (R&B) y el hip hop. En YouTube, sus vídeos han superado los 10 millones de visitas y está considerada como la mayor promesa del R&B en portugués.

## Trayectoria
Nacida en Londres, hija de padres angoleños, Prata vivió de niña en la capital británica y después pasó parte de su adolescencia en Benguela, Angola. En 2018 se mudó a Lisboa. Se inició en la música con solo 13 años, tras regalarle su padre un micrófono y un teclado MIDI. Su carrera comenzó en 2013 con la publicación de varios vídeos de versiones en su canal de YouTube. En 2015, grabó su primera canción de estudio, All Right, una colaboración con Edson Roberto. Al año siguiente lanzó Vol. 1, su primer (EP) Extended play, a través de la plataforma SoundCloud. El segundo, Com Calma, vio la luz el 14 de febrero, día de San Valentín, de 2017.
En enero de 2018, grabó Só Uma Vibe como artista invitada del rapero portugués Dengaz. La producción estuvo a cargo de Twins y el tema logró difusión en emisoras de radio portuguesas, como Mega Hits. El vídeo superó los 3 millones de visualizaciones en YouTube y las 800.000 audiciones en Spotify. Tres meses después, Prata colaboró con el músico angoleño Filho do Zua en Ditado, y el vídeo ya ha superado los 6 millones de visitas en YouTube. También en 2018, firmó un contrato discográfico con Sony Music Portugal y anunció que estaba trabajando en su álbum de debut. El sencillo de presentación del LP, Se Tu Quiseres, fue producido por Charlie Beats y se convirtió en el primer vídeo de Prata en solitario que superó el millón de visionados en YouTube. 
El 12 de julio de 2019, fue una de las artistas convocadas por Bridgetown para actuar en el escenario Clubbing del festival NOS Alive, a partir de lo cual los grandes medios portugueses empezaron a ver en ella la mayor promesa del R&B en portugués. La revista musical Arte Sonora incluyó la canción Nevoeiro, segundo sencillo del tercer EP, en su recomendación de lanzamientos portugueses. La producción de Nevoeiro corrió a cargo de Mr. Marley que continuó con un sonido en la línea del de Prata en Desculpa, donde desarrolla una fusión afro de estilos musicales naija, riddims de dancehall y R&B.
En mayo de 2020, lanzó su tercer trabajo, el EP Roots. El single Owner cuenta con la participación de Mr. Marley (de los Supa Squad), el rapero brasileño 3030 y el rapero angoleño Paulelson, así como con la producción de Beats By Holly, Beatoven y Twins. Roots fue seleccionado como disco RDP África y el 25 de mayo de 2020 fue presentado en el programa Disco da Semana.
Ya está confirmada su participación en la segunda edición del festival de música urbana y electrónica ID No Limits, que se celebrará en Cascais los días 13 y 14 de noviembre de 2020.

## Discografía
- 2016 – Vol. 1. Edición independiente. EP
- 2017 – Com calma. Edición independiente. EP
- 2020 – Roots. Sony Music. EP